# Escala simètrica
En música, una escala simètrica és una escala musical que divideix de manera igual les octaves. El concepte i el terme semblen haver estat introduïts per Joseph Schillinger i desenvolupats posteriorment per Nicolas Slonimsky com a part del seu famós "Thesaurus of Scales and Melodic Patterns". En dodecafonia temperament igual, l'octava només pot ser dividida igualment en dos, tres, quatre, sis o dotze parts, que en conseqüència es poden omplir mitjançant l'addició d'aquest interval exacte o seqüència d'intervals per a cada nota resultant (anomenada "interpolació de notes").
Com a exemples hi ha l'escala octatònica (també coneguda com a escala simètrica disminuïda, i la seva imatge mirall és coneguda com l'escala simètrica inversa disminuïda i la escala tríton de dos semitons:

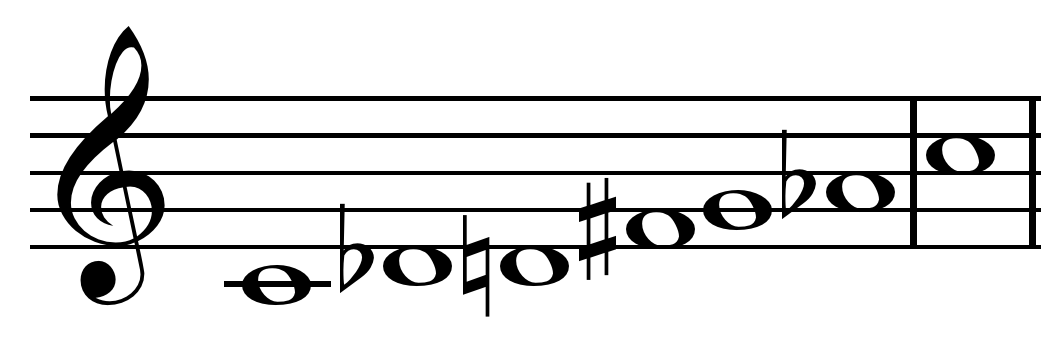
Escala tríton de dos semitons en C divideix l'octava en dues parts iguals
(C-F♯) i omple en els buits trítons resultants amb dos semitons (Db-D, G-Ab).

Com s'explica anteriorment, ambdues estan compostes de subunitats repetides dins d'una octava. Aquesta propietat permet que aquestes escales siguin transposades a altres notes, encara que conservin exactament les mateixes notes que l'escala original (simetria de translació).
Això es pot veure molt fàcilment amb tota l'escala de tons en C:
- {C, D, E, F♯, G♯, A♯, C}

 Exemple sintetitzat (?·pàg.)
Si es trasllada fins a un to sencer a D, conté exactament les mateixes notes en una permutació diferent:
- {D, E, F♯, G♯, A♯, C, D}

En el cas d'escales inversament simètriques la inversió de l'escala és idèntica. Així, els intervals entre els graus de l'escala són simètrics si es llegeixen des del "dalt" (fi) o "baix" (inici) de l'escala (simetria de mirall). Els exemples inclouen l'escala Dorian B9 d'Ucraïna (sisè manera de l'escala Major hongaresa), l'escala b5 Menor Jazz (cinquena manera de la involució de l'escala major hongaresa), l'escala napolità major (quart manera de l'escala major locriana), el slendro javanès, l'escala cromàtica, escala de tons sencers, escala dòrica, escala harmònica menor, escala eòlica dominant (cinquena manera de l'escala menor), la sisena escala frígia dominant major (cinquena manera de la escala harmònica major), i l'escala doble harmònica major.

Constel·lació d'escales simètriques.

Les escales asimètriques són "molt més comunes" que les escales simètriques i això pot explicar-se per la incapacitat de les escales simètriques de posseeir la propietat d'unicitat (on cada classe interval conté un nombre únic de temps) que ajuda a determinar la ubicació de les notes amb relació a la primera nota de l'escala.